# Куттнер, Штефан Георг
Штефан Георг Куттнер (нем. Stephan Georg Kuttner; 24 марта 1907, Бонн — 12 августа 1996, Беркли) — немецко-американский юрист, специалист в области канонического права. Доктор, член Американского философского общества (1965).

## Биография
Штефан Куттнер родился в протестантской еврейской семье юриста-цивилиста Георга Куттнера. Он изучал юриспруденцию в университетах Франкфурта и Фрайбурга. В 1928 году переехал в Берлин, где под руководством Эдуарда Кольрауша изучал уголовное право. В 1930 году защитил диссертацию на тему Die juristische Natur der falschen Beweisaussage
В 1932 году Куттнер обратился в католичество. Планировал защитить под руководством Кольрауша диссертацию на тему учения о вине и её истоках в каноническом праве, однако, приход к власти национал-социалистов помешал его хабилитации. Уехал в Рим, где устроился на работу в Ватиканскую библиотеку. В 1937 году стал профессором Папского Латеранского университета. После начала притеснений евреев в фашистской Италии Штефан Куттнер вместе с семьёй иммигрировал в США, в 1940 году стал преподавателем в Католическом университете Америки. В 1964 году стал профессором в Йельском университете. С 1970 года до 1988 года работал в Калифорнийском университете в Беркли.
В 1955 году Куттнер создал Институт средневекового канонического права (англ. Institute of Medieval Canon Law), который в 1996 году получил его имя. В 1967 году Куттнер по просьбе Папы Павла VI вошёл в комиссию по разработке нового кодекса канонического права.
Куттнер являлся членом Американского философского общества, Института Франции и Американской академии наук и искусств, был награждён орденом Pour le Mérite — высшей гражданской наградой ФРГ. Имел по крайней мере 11 титулов почётного доктора.
Помимо научной и преподавательской деятельности Штефан Куттнер также писал и переводил поэзию, сочинял музыку. В 1990 году обществом Boston Cecilia было исполнено его произведение Missa Brevis.

## Работы
- Die juristische Natur der falschen Beweisaussage. Ein Beitrag zur Geschichte und Systematik der Eidesdelikte, zugleich zur Frage einer Beschränkung der Strafbarkeit auf erhebliche falsche Aussagen. Berlin 1931.
- Kanonistische Schuldlehre von Gratian bis auf die Dekretalen Gregors IX. : systematisch auf Grund der handschriftlichen Quellen dargestellt. Città del Vaticano 1935
- Repertorium der Kanonistik (1140–1234). Prodromus corporis glossarum. Cittá del Vaticano 1937.
- Harmony from Dissonance, an Interpretation of Medieval Canon Law 1960
- Gratian and the schools of law. 1140–1234. London 1983
- Studies in the history of medieval canon law. Aldershot 1990
- Pope Urban II: The Collectio Britannica, and the Council of Melfi (1089)
- A Catalogue of Canon and Roman Law Manuscripts in the Vatican Library